# Den Lille Prins (film fra 2015)
Den Lille Prins er en animeret film fra 2015 og er instrueret af Mark Osborne.
Filmen er filmatisering af den berømte roman skrevet af Antoine de Saint-Exupéry i 1943.

## Plot
En ambitiøs mor forpligter sig til at forberede sin datters faglighed om optagelse på den prestigefyldte skole Werth Academy, hun indføre en plan der ikke giver den lille pige så meget fritid. En dag møder hun en ælder pensioneret pilot som fortæller hende en historie om den lille prins, som han siger at han har stødt på i Saharas ørken efter en nødlanding. Piloten fortæller at den lille prins har bedt ham om at tegne et får, og da han ser fåret bliver den lille prins glad. Den lille pige og piloten foresættes med at mødes, uden at hendes mor kender til det. Piloten fortæller om prinsens hjem asteroide B612 som blev dækket af baobab spirer. Han fortæller hvordan den lille prins rejste til jorden, og han bemærker at der voksede en rose som bliver hans ven. Han lander derefter på jorden for at tæmme en rød ræv. Da piloten er færdig med at fortælle historien giver han hende en gave som er en bamse der ligner en ræv. I hjemmet går ikke så godt med planen så moderen fordobler hendes lektioner for at hente den tabte tid. Men pigen forsætter med at læse historien om den lille prins, og da hun er færdig med bogen besøger hun piloten hvor at finde ud af hvad der er sket med den lille prins. Piloten fortæller at prinsen bliver bidt af en giftig slange,så han kan være sammen med sin elskede Rose. Senere bliver piloten indlagt og pigen og moderen besøger ham på hospitalet, pigen giver ham en bog, der indeholder den afsluttede historie om den lille prins. Til sidst begynder pigen på Werth Academy, og hun blev forsonet med sin mor, og piloten og den lille prins griner på asteroide B612, mens pige og moren er lykkelig sammen.

## Eksterne links
- Den lille prins på Internet Movie Database (engelsk)
- Den lille prins på Filmdatabasen
- Den lille prins på danskefilm.dk
- Den lille prins på Scope
- Den lille prins på AlloCiné (fransk)
- Den lille prins på MovieMeter (nederlandsk)
- Den lille prins på AllMovie (engelsk)
- Den lille prins på Turner Classic Movies (engelsk)
- Den lille prins på The Movie Database (engelsk)
- Den lille prins på Rotten Tomatoes (engelsk)